# Mon inconnue
Pour plus de détails, voir Fiche technique et Distribution.
Mon inconnue est un film français co-écrit et réalisé par Hugo Gélin, sorti en 2019.

## Synopsis
Raphaël est un jeune lycéen timide qui n'ose pas montrer les romans de science-fiction qu'il invente pendant les cours. Un soir, entendant de la musique provenant du grenier de l'établissement, il rencontre Olivia, pianiste, qui comme lui, est obsédée par la perfection. Après être « tombés amoureux dans les pommes », les deux jeunes gens entament une relation et se marient quelques années plus tard. Mais peu à peu la vie idyllique du couple se dégrade jusqu'au soir où une grosse dispute éclate. Le lendemain, dès son réveil, Raphaël se retrouve plongé dans un monde où il n'a jamais rencontré Olivia, la femme de sa vie, qui vit avec un autre homme, lequel se trouve être son producteur.

## Fiche technique
Sauf indication contraire, les informations mentionnées dans cette section peuvent être confirmées par les bases de données cinématographiques IMDb et Allociné,  présentes dans la section « Liens externes ».
- Titre original : Mon inconnue
- Réalisation : Hugo Gélin
- Scénario : Hugo Gélin, Igor Gotesman et Benjamin Parent, avec la collaboration de David Foenkinos et Lætitia Colombani
- Producteurs : Stéphane Célérier, Laetitia Galitzine, Valérie Garcia et Hugo Gélin
- Sociétés de production : Zazi Films, Mars Films, Chapka Films, France 3 Cinéma, C8 Films
- Coproduction : Belga Films
- Société de distribution : Mars Films
- Budget : 7,1 millions d'euros
- Pays d'origine :  France
- Langue originale : français
- Genre : comédie romantique
- Durée : 118 minutes
- Dates de sortie :
  - France : 18 janvier 2019 (festival de l'Alpe d'Huez) ; 3 avril 2019 (sortie nationale)

## Distribution
|  |

 Sauf indication contraire, les informations mentionnées dans cette section peuvent être confirmées par les bases de données cinématographiques IMDb et Allociné,  présentes dans la section « Liens externes ».
- François Civil : Raphaël Ramisse ; Zoltan
- Joséphine Japy : Olivia Marigny ; Shadow
- Benjamin Lavernhe : Félix ; Gumpar
- Camille Lellouche : Mélanie
- Amaury de Crayencour : Marc Deschanel
- Édith Scob : Gabrielle
- Juliette Dol : Morgane
- Samir Boitard : le professeur de lettres ; le chef des mercenaires
- Christian Benedetti : Étienne Robert, l'éditeur
- Guillaume Bouchède : le fan inconditionnel d'Olivia
- Nina Simonpoli-Barthélemy : l'élève blasée
- Dorian Le Clech : un élève
- Patrice Melennec : le gardien de l'Odéon
- Mahdi Alaoui : le videur du gala
- Laurent Delahousse : lui-même
- Franck Provost : lui-même
- Khatia Buniatishvili : elle-même

## Musique
Le personnage joué par Joséphine Japy étant une pianiste virtuose classique, la musique constitue l'un des éléments phares de l'histoire[réf. nécessaire]. C'est pourquoi, on retrouve des œuvres de Bach (Concerto en ré mineur interprété par Glenn Gould), de Liszt (Liebestraum  interprété par Khatia Buniatishvili, qui fait une brève apparition dans le film), ou de Chopin (notamment la Fantaisie-Impromptu interprétée par Daniil Trifonov). Les scènes de concert ont été tournées à Paris, au Théâtre de l'Odéon et à la Salle Gaveau.
La bande originale du film a été réalisée par Sage, du groupe français Revolver, qui avait déjà collaboré avec Hugo Gélin sur son film Comme des frères, sorti en 2012.

## Accueil

### Accueil critique
Le film reçoit de très bons retours, avec une note moyenne de 4/5 proposée par le site Allociné.
Première dit que le film est « maîtrisé sans être corseté. Qui respecte tous les codes du genre tout en faisant entendre sa petite musique personnelle. Un vrai coup de foudre ».
Elle trouve que « Bien fichue, cette rom com dans un Paris féerique fonctionne, notamment grâce à ses excellents acteurs ».

### Box-office
| Pays ou région | Box-office      | Date d'arrêt du box-office | Nombre de semaines |
| -------------- | --------------- | -------------------------- | ------------------ |
| France         | 559 126 entrées | -                          | -                  |
| Total mondial  | 5 015 998 $     | -                          | -                  |

## Anecdote
C'est le dernier film dans lequel a joué l'actrice Édith Scob, morte deux mois après sa sortie.

## Récompenses et distinctions
Sauf indication contraire, les informations mentionnées dans cette section peuvent être confirmées par les bases de données cinématographiques IMDb et Allociné,  présentes dans la section « Liens externes ».

### Récompenses
- Festival international du film de comédie de l'Alpe d'Huez 2019 : Prix d'interprétation masculine pour François Civil
- Swann d'Or du Meilleur Film au Festival du Film Romantique de Cabourg 2019

### Nominations
- César 2020 : Meilleur acteur dans un second rôle pour Benjamin Lavernhe